# 阿部信文

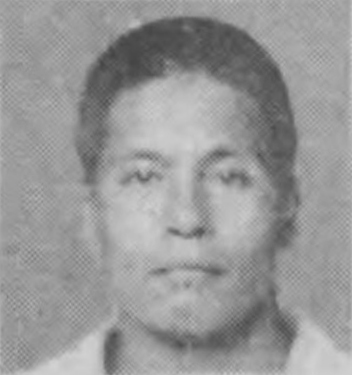
20代半ば（1934年頃）の阿部

阿部 信文（あべ のぶふみ、1907年（明治40年）2月24日 - 1983年（昭和58年）12月29日）は、日本の柔道家（講道館9段）、教育者。
講道館創始者嘉納治五郎に直接柔道の手ほどきを受けた直弟子で大正末期から昭和初期の現役時代には得意の背負投を武器に一世を風靡し、後には全日本柔道連盟評議員･常任理事、境港市教育委員長、鳥取県体育協会評議員、鳥取県柔道連盟会長、境港市体育協会会長を務めるなど日本柔道界の重鎮として知られた。

## 経歴
鳥取県西伯郡余子村（現・境港市高松町）出身。
県立米子中学校（現・県立米子東高校）時代には右の一本背負投や跳腰で名を馳せ県下に伍する者無く、身長165cm・体重68kgの小兵ながら在学中に大日本武徳会で2段位を取得した。1924年（大正13年）の全国中等学校柔道大会には松本豊（のち境港商工会議所会頭）や古曳保正（のち講道館9段・同常任理事）らと出場、準決勝まで進出している。
1925年（大正14年）4月に東京高等師範学校体育科乙（柔道専攻）に入学し同年5月10日付で講道館に入門。武徳会での実績が認められた阿部は直後の5月24日に開催された講道館の春季紅白試合に2段格で出場し、対する2段の猛者9人を投げ飛ばし3段への抜群昇段を果たした。
翌26年（大正15年）5月24日開催の春季紅白試合でも3段8人を抜いて4段へ抜群昇段し愈々その名を東京学生柔道界に知らしめると、11月の明治神宮大会における柔道競技では少年組4段の部を制した。
同じ頃、高師の出身で満州に一大柔道王国を築いた傑物・岡部平太が講道館へ挑戦状を叩き付けると、嘉納治五郎館長はその矛先をかわして東京学生連合をこれに当たらせ、ここに全満州・東京学生連合との対抗試合が実現した。
1927年（昭和2年）6月11日に高師の大講堂で開催された第1回対抗試合に阿部は学連側の三将として出場、満州側の六将を務める縄田喜美雄4段が学連側の五将で明大の和久井弘重4段、学生柔道界ナンバーワンと言われた早大の笠原巌夫4段と立て続けに破って気を吐き、3人目に阿部と対峙した。
阿部は試合開始早々組むなり得意の一本背負投で縄田の体を宙に舞わせて勝利を収め、続く巨漢の猿丸吉雄（のち吉左衛門）4段とは引き分けに持ち込む活躍を見せ、その勇名は瞬く間に日本柔道界に知られる所となった。
阿部は同年秋の講道館秋季紅白試合で3人を抜いて4人目の府川4段と引き分け、その柔と剛を兼ね備えた冴え技を以って嘉納館長直々「前例なし」との称賛を受けた。高師時代の2年後輩にあたる細川熊蔵9段によれば、前述の通り背負投と跳腰を得意としながらもそれらに固執する事はせず、相手や場合に合わせて払腰など複数の技を使い分ける器用さを併せ持っていたという。翌28年（昭和3年）1月8日の講道館鏡開き式で5段位に列せられた。
1928年（昭和3年）、東京学生連合は5月22日に警視庁道場にて警視庁柔道部と、7月1日に大連にて全満州軍とそれぞれ対抗試合を開催。
警視庁との対抗試合では学生側副将を務めた笠原巌夫の活躍もあり、試合の勝敗は阿部と警視庁教師の大豪・曽根幸蔵5段との大将決戦にもつれ込み、両者激しい攻防の末に優劣決せず引き分けとなった。
副将・笠原と大将・阿部とを入れ替えて臨む満州軍との試合は、両軍譲らず一進一退の攻防で進んで副将・大将決戦へ突入。学連側副将の阿部は対する江頭仁三5段を背負投で破ると、チームの勝利をかけて満州側大将の縄田喜美雄5段に挑む事となった。阿部得意の背負投は重心の低い縄田には効果なかったが、一瞬の隙を逃さず寝技へ誘って送襟絞に極め、大将の笠原を残して学連軍は前年の雪辱となる勝利を収めた。
しかしながら、満州軍との対抗試合を終えた大連からの帰途に阿部は腸チフスを患い、その後治療に長期間を要した関係で高師では休学・卒業延期を余儀なくされたのに加え、冴えのある技にも鈍りが見え始め以後の試合に出場する機会を得なかった事は、本人はもとより当時の柔道界にとっても惜しまれる結果となった。
1930年（昭和5年）3月に東京高等師範学校を卒業した後は私立成蹊高校の教諭兼教授に着任し、旧制府立高校や横浜高等商業学校でも後進の指導に当たった。1933年（昭和8年）6月1日付で6段位を拝受。
1937年（昭和12年）に支那事変が勃発し応召された阿部は、松江の歩兵第63連隊に入隊し連隊旗手として隊員を鼓舞しながら北支・中支を転戦し、1941年（昭和16年）の太平洋戦争開戦前に召集解除となって復員、成蹊高校に復職した。
戦後は郷里の境港市に戻り、父の家業であった郵便局を継いで局長を務める傍ら地域の柔道振興に尽力、柔道界において鳥取県柔道連盟会長、中国柔道連盟会長などの要職を歴任し、全日本柔道連盟常任理事や講道館評議員も任ぜられた。
この間、1964年の日本武道館開館式では昭和天皇の御前で小谷澄之9段（のち10段）と古式の形を演じ、3週間後の第18回オリンピック東京大会では全柔連強化委員や審判の重責を担っている。
また、妻と共に勤しんだ茶道においては表千家鳥取県会長を務める腕前であった。
1981年（昭和56年）4月28日に9段位に列せられ、赤帯を允許。
同年10月より境港市教員委員会委員長のほか同体育協会会長、鳥取県体育協会評議員を務めたほか、1985年（昭和60年）に鳥取県で開催の第40回国民体育大会に際しては県実行委員会常任委員を任ぜられ、特に地元境港市で開催される柔道競技全般の準備を進めて民宿不足対策に自宅の部屋やトイレ3箇所の増設をするなど身銭を切る程の熱意の入れようであったという。
しかし国体開催をその目に見る事無く、1983年（昭和58年）12月29日4時18分に肝硬変のため他界。享年77。柔道評論家のくろだたけしは専門雑誌『近代柔道』の中で、「柔道が剛道と化しつつある現在、日本柔道界にとって最も惜しまれる人を失った」とその死を悼み、1984年1月18日には日本国政府から従五位・勲四等瑞宝章を追贈された。

## 家族
- 妻・宗弓（米子市灘町、山本松太郎の娘[11]）